# Gallia Cisalpina (provincia romana)
Gallia Cisalpina fu una provincia dell'Impero romano che occupava la regione storica della Gallia Cisalpina, ovvero l'odierna Italia settentrionale.

## Statuto
Non è dato sapere il momento in cui venne istituita la provincia romana della Gallia Cisalpina. La storiografia moderna oscilla fra la fine del II secolo a.C. e l'età sillana. Vero è che all'89 a.C. risale la legge di Pompeo Strabone (Lex Pompeia de Transpadanis o anche Lex Pompeia de Gallia Citeriore), che conferì alla città di Mediolanum e ad altre la dignità di colonia latina. 

Nel dicembre del 49 a.C. Cesare con la Lex Roscia concesse la cittadinanza romana a tutti gli abitanti della Cisalpina e infine, nel 42 a.C., la provincia venne abolita, divenendo parte integrante dell'Italia romana. Nel periodo in cui fu provincia la Gallia Cisalpina venne amministrata da un propretore.
La Gallia cisalpina forní a Cesare il bacino a cui attingere per la coscrizione delle legioni utilizzate nella campagna di Gallia: la ricompensa si ebbe nel 49 a.C. quando, attraversato il Rubicone, innescata la guerra civile con Pompeo e ottenuto il titolo di dictator, Cesare concesse la cittadinanza romana.
Durante il principato di Augusto, in un anno intorno al 7 d.C., l'ex Gallia Cisalpina venne divisa in quattro Regiones, regio VIII Aemilia, regio IX Liguria, regio X Venetia et Histria e regio XI Transpadana, nell'ambito delle 11 regioni con le quali venne organizzata la divisione amministrativa dell'Italia.
| EVOLUZIONE DELLA GALLIA CISALPINA | EVOLUZIONE DELLA GALLIA CISALPINA | EVOLUZIONE DELLA GALLIA CISALPINA | EVOLUZIONE DELLA GALLIA CISALPINA                        | EVOLUZIONE DELLA GALLIA CISALPINA                        | EVOLUZIONE DELLA GALLIA CISALPINA | EVOLUZIONE DELLA GALLIA CISALPINA | EVOLUZIONE DELLA GALLIA CISALPINA         | EVOLUZIONE DELLA GALLIA CISALPINA         |
| --------------------------------- | --------------------------------- | --------------------------------- | -------------------------------------------------------- | -------------------------------------------------------- | --------------------------------- | --------------------------------- | ----------------------------------------- | ----------------------------------------- |
| prima della conquista romana      | Liguria (Liguri)                  | Liguria (Liguri)                  | Gallia Transpadana (Salassi, Taurini, Leponzi e Insubri) | Gallia Transpadana (Salassi, Taurini, Leponzi e Insubri) | Gallia Cispadana (Lingoni e Boi)  | Gallia Cispadana (Lingoni e Boi)  | Veneto (Cenomani, Camuni, Veneti e Carni) | Veneto (Cenomani, Camuni, Veneti e Carni) |
| dal 90/89 a.C.                    | Gallia cisalpina                  | Gallia cisalpina                  | Gallia cisalpina                                         | Gallia cisalpina                                         | Gallia cisalpina                  | Gallia cisalpina                  | Gallia cisalpina                          | Gallia cisalpina                          |
| dal 42 a.C.                       | Italia Romana                     | Italia Romana                     | Italia Romana                                            | Italia Romana                                            | Italia Romana                     | Italia Romana                     | Italia Romana                             | Italia Romana                             |
| dal 7 a.C./Augusto                | regio IX Liguria                  | regio IX Liguria                  | Regio XI Transpadana                                     | Regio XI Transpadana                                     | Regio VIII Aemilia                | Regio VIII Aemilia                | regio X Venetia et Histria                | regio X Venetia et Histria                |